# Louis Robert (senator)
Louis Joseph Robert (Sauvenière, 8 maart 1845 - Brussel, 7 april 1896) was een Belgisch senator.

## Levensloop
Louis Robert was beroepshalve industrieel.
Hij werd lid van de Liberale Partij en was voor deze partij provincieraadslid van de provincie Brabant en gemeenteraadslid van Sint-Jans-Molenbeek.
Daarnaast was hij van 1892 tot 1894 liberaal senator voor het arrondissement Brussel en vervolgens van 1894 tot aan zijn overlijden senator voor het arrondissement Namen.